# Матценбах
Матценбах (нем. Matzenbach) — община в Германии, в земле Рейнланд-Пфальц.
Входит в состав района Кузель. Подчиняется управлению Глан-Мюнхвайлер. Население составляет 706 человек (на 31 декабря 2010 года). Занимает площадь 7,04 км².
Коммуна подразделяется на 3 сельских округа.